# Hattigny
Hattigny là một xã trong vùng Grand Est, thuộc tỉnh Moselle, quận Sarrebourg, tổng Lorquin. Tọa độ địa lý của xã là 48° 37' vĩ độ bắc, 06° 57' kinh độ đông. Hattigny nằm trên độ cao trung bình là 300 mét trên mực nước biển, có điểm thấp nhất là 291 mét và điểm cao nhất là 372 mét. Xã có diện tích 13,14 km², dân số vào thời điểm 1999 là 160 người; mật độ dân số là 12 người/km². Xã nằm khoảng 13 km về phía tây nam của Sarrebourg, thuộc Pháp từ năm 1661.

## Thông tin nhân khẩu
| 1962 | 1968 | 1975 | 1982 | 1990 | 1999 |
| ---- | ---- | ---- | ---- | ---- | ---- |
| 227  | 227  | 209  | 209  | 187  | 160  |